# Andreas Böttcher
Andreas „Scotty“ Böttcher (* 4. August 1962 in Lutherstadt Eisleben) ist ein deutscher Fusion- und Jazzmusiker (Piano, Synthesizer, Vibraphon, auch E-Bass, Schlagzeug, Kirchenorgel und Gitarre; Komposition).

## Wirken
Böttchers Vater spielte häufig Akkordeon. Weil er das nachahmte, erhielt er mit vier Jahren ein Kinderakkordeon geschenkt. Später nahm er an der Musikschule in Görlitz, wo die Familie lebte, Klavierunterricht. Mit 12 Jahren begann er, bei Günter Hörig an der Musikhochschule in Dresden einmal in der Woche die Jazzmusik kennenzulernen, was ihm als Schulunterricht in Produktiver Arbeit anerkannt wurde. Er studierte von 1979 bis 1984 an der Hochschule für Musik Carl Maria von Weber Dresden Jazzpiano bei Günter Hörig und Komposition bei Rainer Lischka. Als Autodidakt erlernte er Vibraphon und weitere Instrumente. Den Spitznamen „Scotty“ erhielt er, weil auf dem Notenständer seines Klaviers im Internat Noten von Scott Joplin lagen.
Zwischen 1982 und 1987 gehörte Böttcher als Vibraphonist zum Quintett von Friwi Sternberg. Seit 1982 spielte er zudem mit dem Cellisten Ulrich Thiem im Kammermusikprojekt Zwischen Bach und Blues. Von 1984 bis 1989 spielte er weiterhin als Keyboarder bei der Dresdner Rock- und Popband Syncopators (mit zweijähriger Unterbrechung). Zudem gründete er die Fusion-Band Frühlingsstrasse 15. 1990 haben die Landesbühnen Sachsen sein Rockmusical Felix uraufgeführt. Weiterhin komponierte er für das Fernsehen.
Seit 1992 widmet Böttcher sich in unterschiedlichen Konstellationen frei improvisierter Musik, etwa im Duo mit Lou Grassi, Mack Goldsbury, Andrzej Cudzich, Kazimierz Jonkisz, Thomas Friedlaender oder Friedbert Wissmann; auch gibt er Improvisationskonzerte auf der Kirchenorgel.
Konzerttourneen führten ihn durch Deutschland, Polen, die Schweiz und die USA. 1990 erhielt er einen Sonderpreis beim Internationalen Improvisationswettbewerb in Katowice.

## Diskographische Hinweise
- Blue Pipes (Querstand 1996)
- Andreas Böttcher & Jörg Ritter Crazy Tubes: Duo Jazz Improvisationen (MEP 1997)
- Pictures of a Daydream (Kamprad 2000)
- Blue Hornet (Querstand 2006)
- Andreas Scotty Böttcher & Michal Skulski: Großstadtblues (Bandcamp 2022)
- Friedbert Wissmann & Andreas Scotty Böttcher: Dedication (2023)[2]

## Lexikalische Einträge
- Jürgen Wölfer: Jazz in Deutschland. Das Lexikon. Alle Musiker und Plattenfirmen von 1920 bis heute. Hannibal, Höfen 2008, ISBN 978-3-85445-274-4.